# Graphium schubotzi
Graphium schubotzi är en fjärilsart som först beskrevs av Schultze 1913.  Graphium schubotzi ingår i släktet Graphium och familjen riddarfjärilar. Inga underarter finns listade i Catalogue of Life.